# Ian Caldwell
Pour les articles homonymes, voir Caldwell.
Œuvres principales
La Règle de quatre (The Rule of Four)
Ian Caldwell, né le 18 mars 1976 dans le comté de Fairfax dans l'état de Virginie, aux États-Unis, est un écrivain américain, auteur de roman policier.

## Biographie
Ian Caldwell naît et grandit dans le comté de Fairfax en Virginie. Il suit les cours de la Thomas Jefferson High School for Science and Technology (en) dont il sort diplômé en 1994. En 1998, il est diplômé en histoire à l'université de Princeton. Il travaille ensuite pour l'éditeur de logiciel MicroStrategy et donne des cours pour la société Kaplan, Inc..
Avec son ami d'enfance Dustin Thomason (en), il commence à la fin de leurs études respectives à écrire avec lui ce qui sera leur premier roman, La Règle de quatre (The Rule of Four), publié en 2004, avec pour intrigue les mystères du Songe de Poliphile. En 2015, il signe seul un second roman, Le Cinquième évangile (The Fifth Gospel), avec pour toile de fond le Vatican[réf. souhaitée].

## Œuvre

### Romans
- The Rule of Four (2004, avec Dustin Thomason (en)) Publié en français sous le titre La Règle de quatre (The Rule of Four), traduction de Hélène Le Beau et François Thibaux, Neuilly-sur-Seine, Éditions Michel Lafon, 2005, réédition, Neuilly-sur-Seine, éditions Michel Lafon coll. « Parenthèse : suspense » no 4, 2006.
- The Fifth Gospel (2015) Publié en français sous le titre Le Cinquième évangile, traduction d'Hélène Frappat, Paris, Actes Sud, coll. « Actes noirs » no 153, 2016, réédition, Arles, Actes Sud, coll. « Babel noir » no 205, 2018.